# 亚历山大·阿庚
亚历山大·阿列克謝耶維奇·阿庚（俄语：Александр Алексеевич Агин；1817年5月—11日1875年），俄国画家，是俄国现实主义书籍插图的创始人之一。
他最著名的作品是为尼古拉·果戈里的长篇小说《死魂灵》绘制的 100 幅图画，于1847年-1847年间出版，题为《尼古拉·果戈理的诗篇——死魂灵一百图》。其中文版由鲁迅编选并作《小引》,1936年由上海三闲书屋翻印，文化生活出版社发行。

## 生平
亞歷山大·阿庚在1817年5月11日在俄羅斯帝國普斯科夫省的彼得羅夫斯科耶出生，是一位騎兵隊長（Alexei Petrovich Yelagin）和一位農奴的私生子。由於不能用父親的正式姓氏，所以他出生時改為姓 “Agin”。
從1827年起，他就讀了普斯科夫男子體育館。然後由1834到1839年，他師從卡爾·布留洛夫和塔拉斯·谢甫琴科，就讀帝國藝術學院。畢業後，他獲得證書在中學任教視覺藝術。早在1844年，阿庚的作品就已經由帝國藝術鼓勵學會的重要成員瓦西里·格里戈羅維奇讚賞。
從1844-45年，阿庚為了《舊約聖經》畫插圖。在1849年，他也設計了聖彼得堡一座紀念伊萬·克雷洛夫的碑像。1853年，他因避免俄國的審查制度而搬往基輔。他在基輔的弗拉基米爾學院任教素描，也在附近的歌劇院（今國立烏克蘭歌劇院）提供道具。
1875年，阿庚在切爾尼戈夫省的卡恰尼夫卡宮過世，終年58歲。當時，該宮殿由知名的藝術收藏家瓦西里·塔爾諾夫斯基擁有。

## 影響
亞歷山大·阿庚被認為是俄國現代插圖畫家的創始人之一，並為後代畫家提供基礎，包括葉夫亨·赫雷賓卡、伊萬·帕納耶夫、伊凡·屠格涅夫、米哈伊爾·萊蒙托夫與亞歷山大·普希金等等。阿庚也許最知名的作品，就是他為作家尼古拉·果戈里的《死魂靈》繪製的104幅畫作。這些作品其後由木刻雕刻師葉夫斯塔菲·伯納德斯基和他的學生費多爾·布朗尼科夫演變成雕塑，並已多次重新發行。

## 延伸閲讀
- Агин, Александр Алексеевич （页面存档备份，存于） from the Russian Biographical Dictionary @ Russian WikiSource
- . . St. Petersburg. 1890–1907.
- Агин, Александр Алексеевич （页面存档备份，存于） // Dictionary of Russian Artists, Nikolai Sobko (Ed.), 1893 pgs. 36—39.
- Brunson, Molly. “Gogol Country.” Comparative literature. 69.4 (2017): 370–393.

## 外部鏈接
- Biography and works @ LiveInternet
- Biography （页面存档备份，存于） @ Staratel
- Biography （页面存档备份，存于） @ The World of Pskov